# Jack Manning
Jack Oliver Manning (Los Angeles County, 5 giugno 1920 – Los Angeles County, 2 aprile 1986) è stato un fumettista e animatore statunitense.

## Carriera

### Animazione
Manning comincia a lavorare agli Studi Disney nel 1940, all'età di appena 20 anni, collaborando alla realizzazione di cortometraggi di Topolino e Paperino; nel corso degli anni quaranta, collabora anche con la Warner Bros., prima di dare inizio alla sua lunga collaborazione con Hanna e Barbera, durata più di vent'anni.

### Fumetti
Negli anni '60, inizia a collaborare con la Western, per la quale realizza storie a fumetti di una moltitudine di personaggi, da quelli della Warner a quelli di Hanna e Barbera, senza dimenticare i personaggi Disney.
Proprio per la Disney realizza circa 200 storie, tra le quali spiccano quelle con protagonista Topolino, quali Topolino e i pirati spaziali (1970), Topolino e il dragone di giada (1971), Topolino e il "souvenir-boomerang" (1971), Topolino sulla via dei... coleotteri (1971), Pluto re della "Suerte" (1972), Topolino e la coltura di ostripulcini (1972) o Topolino e la macchina "sogni d'oro" (1972), tutte pubblicate su Mickey Mouse, disegnate utilizzando uno stile molto simile a quello di Paul Murry; realizza anche avventure di Superpippo, dei Bassotti e di Lillo, il cucciolo de Lilli e il vagabondo.
Questa produzione fumettistica si arresta alla fine degli anni '70, quando Manning abbandona il mondo dei fumetti.